# 広島県立海田高等学校
広島県立海田高等学校（ひろしまけんりつ かいたこうとうがっこう）は、広島県安芸郡海田町に所在する公立の高等学校。

## 概要
全日制課程の普通科と家政科を設置している。クラブ活動が盛んで、特色のある部活も多い。広島県教育委員会により進学指導重点校に指定されており、大学進学にも力を注いでいる。
設置課程・学科
2学科
- 普通科
- 家政科

校訓
- 一. 学園の一木一草に愛情を寄せる
- 一. 自己の天分を限りなく伸ばす
- 一. 己を見つめ、他を敬い、共に歩む

校章
3枚の葉の中央に花弁をあしらったもの。「高」の字は入っていない。
校歌
歌詞は3番まであり、校名は歌詞中に登場しない。

## 沿革
- 1942年（昭和17年）
  - 2月23日 - 「広島県立海田高等女学校」の設立が認可される。修業年限を4年（現在の中1から高1に相当）、入学資格を国民学校初等科を卒業した12歳以上の女子とする。
  - 4月1日 - 開校。初代校長に松浦宗義が就任。
  - 4月10日 - 開校式・第1回入学式を挙行。
- 1946年（昭和21年）4月 - 修業年限が5年となる。
- 1947年（昭和22年）4月1日 - 学制改革（六・三制）が行われる。
  - 高等女学校としての募集を停止。
  - 新制中学校を併設の上（以下・併設中学校）、高等女学校1・2年修了者を新制中学校2・3年生として収容。
  - 併設中学校は経過措置としてあくまで暫定的に設置されたため、新たに生徒募集は行われず、在校生が2・3年生のみの中学校であった。
  - 高等女学校3・4年修了者はそのまま高等女学校4・5年生として在籍（ただし4年修了時点で卒業することもできた）。
- 1948年（昭和23年）5月3日 - 学制改革により、高等女学校が廃止され、新制高等学校「広島県海田高等学校」が発足。この時点では女子校であった。
  - 高等女学校卒業者（5年修了者）を新制高校3年生、高等女学校4年修了者を新制高校2年生、併設中学校卒業者（3年修了者）を新制高校1年生として収容。
  - 併設中学校の在校生が1946年（昭和21年）に高等女学校へ最後に入学した3年生のみとなる。
- 1949年（昭和24年）
  - 3月31日 - 併設中学校を廃止。
  - 4月30日 - 高校三原則に基づく公立高等学校再編により、総合制の「広島県海田市高等学校」が発足。男女共学を開始。
- 1953年（昭和28年）10月24日 - 火災により校舎を焼失。
- 1954年（昭和29年）3月14日 - 新校地仮校舎に移転。
- 1957年（昭和32年）4月1日 - 「広島県海田高等学校」に改称。
- 1962年（昭和37年）9月 - 体育館兼講堂が完成。
- 1964年（昭和39年）11月 - 第5棟校舎が完成。
- 1966年（昭和41年）8月 - 第4棟校舎（本館）が完成。
- 1968年（昭和43年）
  - 4月1日 - 定時制課程（夜間）を設置。
  - 10月1日 - 「広島県立海田高等学校」（現校名）に改称（県の後に「立」が付される）。
- 1969年（昭和44年）4月 - 第3棟校舎が完成。
- 1973年（昭和48年）3月 - 格技場が完成。
- 1979年（昭和55年）6月 - 第7棟校舎が完成。
- 1984年（昭和59年）8月 - 新体育館兼講堂が完成。
- 1986年（昭和61年）1月 - 運動場に夜間照明装置を設置。
- 1992年（平成4年）12月 - セミナーハウス・同窓会館が完成。
- 2003年（平成15年）4月1日 - 定時制課程、単位制を導入。
- 2017年（平成29年） - 定時制課程の募集を停止。
- 2021年（令和3年）3月31日 - この日をもって定時制課程が閉課。53年の歴史に幕を下ろした。

## 授業
50分授業で休憩が10分。月曜日･木曜日･金曜日は7限授業、火曜日･水曜日は6限授業。

## 学校行事
主な学校行事はおおむね生徒会が企画・運営を行う。1年生が展示、2年生がゲーム、3年生が食品バザーを行う。体育祭は、全校が赤・白・青の3組に分かれ優勝を争う海田高校最大のイベントになっている。校内に同窓会館「海翔館」がある。

## アクセス
- JR西日本（山陽本線・呉線）海田市駅下車
- 広電バス･芸陽バス海田市駅入口バス停・海田大正町バス停下車

## 著名な卒業生
- 後原富 - 元プロ野球選手、元瀬戸内高等学校野球部監督
- 神田康秋 - 元テレビ新広島アナウンサー
- hide - Yum!Yum!ORANGE　リーダー　BASS
- ランス39号（お笑い芸人）
- 夏目義徳 - 漫画家
- 小松美智子 - 声優
- うえむらちか - 女優
- 真殿光昭 - 声優